# Борис III
Вижте пояснителната страница за други личности с името Борис.
Борѝс III Обединител (официално: Негово Величество Борисъ III, по Божията милость и Народната воля, Царь на Българитѣ, Принцъ Саксъ-Кобургъ-Гота и Херцогъ Саксонски) е престолонаследник и княз Търновски от раждането си на 30 януари 1894 до 2 октомври 1918 г. и цар на България от коронацията си на 3 октомври 1918 до смъртта си на 28 август 1943 г. Той е син на цар Фердинанд I, който абдикира в негова полза след поражението на България през Първата световна война.

## Произход и ранни години
Роден е на 30 януари (18 януари стар стил) 1894 г. в Двореца в София. Пълното му име е Борис Климент Роберт Мария Пий Станислав Сакскобургготски. Негов католически кръстник е папа Лъв XIII, а православен кръстник е император Николай II. Източноправославното кръщение става през 1896 г. в Софийската катедрала, като императорът кръстник се представлява от руския граф Голенишчев-Кутузов.
През Балканските войни (1912 – 1913) и Първата световна война участва като офицер за свръзки по фронтовете в Действащата армия; подполковник (1916 г.), генерал-майор (1918 г.).
- Престолонаследникът Борис в Кавказка военна униформа
 (1901)
- Борис като престолонаследник (1905)
- Борис като младеж 
(1910)

## Цар на България
В края на Първата световна война е провъзгласен за цар на България след абдикацията на баща си.
- Манифест за встъпване на престола на Борис III, 3 октомври 1918 г.
- Скиптър на цар Борис
- Царски монограм на Борис III
- Борис III през 1919 г.

### Преврати
Борис III санкционира преврата от 9 юни 1923 г. Той санкционира и преврата от 19 май 1934 година.
След провала на режима, установен с преврата от 19 май 1934 година, страната е управлявана от режим, контролиран от царя, като остава цензурата, забраната на партиите и синдикатите. Той е наричан от някои автори „авторитарен монархически режим“, от други - „монархическа диктатура“, а от трети - „монархически тоталитарен режим“. След 4 години без парламент (1934-1938 г.), през 1938 г. се провеждат парламентарни избори и съществува легална правителствена опозиция. В изборите през 1938 г. за първи път са дадени избирателни права на жените в България, но само при определени условия, като те не получават правото да бъдат избирани.
Репресиите започват преди 1941 г.: В периода 1934-1940г. са създадени два лагера за политически затворници. Това са лагерът на остров Св.Анастасия и лагерът край с. Галата, Варненско. През 1937 г. има и политически екзекуции.
- Борис III, министър-председателят Кимон Георгиев и княз Кирил при откриването на IV Международен конгрес за византийски изследвания,
 София, 9 септември 1934 г.
- Портретна снимка на Борис III, 20 октомври 1937 г.

### Втора световна война
След началото на Втората световна война Борис III насочва България към неутралитет. С помощта на Берлин и Москва, София успява да си върне от Букурещ Южна Добруджа чрез Крайовската спогодба от 1940 г.
През 1940 царят подписва Закона за защита на нацията, който лишава евреите от повечето граждански права и по същество представлява копие на Нюрнбергски закони на Германия. През същата 1940 г. царят подписва и закона за създаване на казионната ултранационалистическа младежка организация "Бранник".
През 1940 г. Борис III отклонява съветските предложения за сключване на договор за мир и дружба, в които е включена и възможност за бъдещо съвместно присъединяване към Оста Рим-Берлин-Токио. През януари 1941 г. обаче той и правителството на проф. Богдан Филов се съгласяват България да се присъедини към Тристранния пакт.
През март – април 1941 г. германските войски атакуват Югославия и Гърция от българска територия, с което де факто и България става съвоюваща страна. След края на бойните действия България получава възможността да администрира до края на войната земите, известни от историята като Поморавие, Вардарска Македония и Беломорие. Във връзка с това цар Борис III е наречен Цар Обединител.
След избухването на войната със СССР, макар и съюзник на Германия, България продължава да поддържа дипломатически отношения със СССР и не изпраща редовни войски на Източния фронт. Царят не позволява на фронта да замине дори и легион от доброволци (подобно на испанската Синя дивизия), въпреки че в Германската легация в София били постъпили 1500 молби на български младежи – ратници и легионери, които искат да се бият срещу болшевизма. На 13 декември 1941 г. България обявява война на Великобритания и САЩ, с което на практика се позиционира окончателно в лагера на нацистките съюзници.
През 1943 г. като част от т.нар. Окончателно решение на еврейския въпрос българските власти започват депортацията на евреите от „новите земи“, както и част от евреите от старите територии на страната. Първата част от плана за депортация на 20 000 евреи е осъществена със съдействието на държавната администрация на прогерманското правителство на Богдан Филов, по време на която в Треблинка са изпратени 11 343 евреи от новоприсъединените области, а тези от Стара България са спасени след активната намеса основно от страна на Светия синод на Българската православна църква, както и след писмо на под-председателя на Народното събрание Димитър Пешев и намесата на видни интелектуалци, опозиционери и др. Цар Борис III се застъпва за българските евреи и пред Германското ръководство заявява, че евреите му трябват да работят на обществени строежи и затова не може да ги депортира. Външният министър на Германия Рибентроп подлага на силен натиск царя, но Борис ІІІ е непреклонен в защитата си на евреите. В среща с Хитлер и Рибентроп в март 1943 година цар Борис успява да ги убеди, че условията в България са различни и че не трябва да се взимат същите мерки срещу евреите, както в Германия. Рибентроп осведомява германския пълномощен министър в София Адолф Бекерле за становището на Борис с директива № 422 от 4 април 1943 година. От телеграмата на Рибентроп става ясно, че цар Борис се застъпва за евреите от старите предели на държавата с прагматични аргументи. Царят нарежда евреите да бъдат включени в работни групи за строежи на пътища, за да може по този начин да се избегне депортацията им в Полша. Цар Борис ІІІ издава заповед на вътрешния министър Петър Габровски, с която планираната депортация на евреите е спряна.

### Смърт
Цар Борис III умира неочаквано от инфаркт след кратко боледуване в 16:22 ч. на 28 август 1943 г., скоро след завръщането си от визита при Хитлер.
Според дневника на германския аташе в София по това време, полк. фон Шьонебек, двамата германски доктори, които са се грижили за царя – Рудолф Зайц и токсикологът Ханс Епингер, са вярвали, че Борис е починал от същата отрова, която д-р Епингер е намерил две години по-рано при аутопсията на гръцкия министър-председател Йоанис Метаксас – действа в продължение на седмици, причинявайки появата на петна по кожата.
Слухове за смъртта на Борис III сочат, че царят е отровен по нареждане на Хитлер, който бил силно раздразнен след последната си среща с българския владетел заради отказа му да предаде българските евреи и да изпрати войски срещу СССР. Според министър-председателя проф. Богдан Филов обаче в последната си среща Хитлер и Борис III са обсъждали само изпращането на допълнителни български войски в Западните Балкани, но не и срещу СССР. Синът му Симеон Сакскобургготски не отрича тази версия, но посочва като вероятна и хипотезата, че интерес от смъртта на царя е имал и СССР, като в случая е възможна намесата на НКВД. Княгиня Мария Луиза Българска посочва в интервю, че няма категорична версия за случилото се, но че е убедена, че баща ѝ не е отровен от нацистите, или от англичаните, а „от Изток“.
В личния си дневник Йозеф Гьобелс изразява съмнения, че за смъртта на Борис III отговорност носи италианското правителство в лицето на премиера Пиетро Бадолио. Според Гьобелс, Хитлер е убеден, че италианският кралски двор е организаторът на отравянето на Борис III, тъй като принцеса Мафалда Савойска, сестра на Йоанна Българска, e на визита в България четири седмици преди смъртта на монарха. Според свидетелствата на Гьобелс визитата на Мафалда Савойска приблизително съвпада по време със събитията от 25 юли 1943 г. – свалянето от власт на фашисткия диктатор Бенито Мусолини, подкрепено от Виктор Емануил III, бащата на Йоанна Българска.
След петдневно поклонение в катедралата „Св. Александър Невски“, на 5 септември траурното шествие достига до Рилския манастир, където царят е погребан в манастирската църква.
Наследява го на престола невръстният му син Симеон II, от чието име управлява избраният от народното събрание регентски съвет – проф. Богдан Филов, княз Кирил и генерал-лейтенант Никола Михов до преврата на 9 септември 1944 г., когато е назначен от комунистите последният регентски съвет в състав: акад. Тодор Павлов, проф. Венелин Ганев и Цвятко Бобошевски, който управлява до установяването на републикански режим на 15 септември 1946 г.

## Наследство
През 1946 г., по нареждане на комунистическите управници и операция пряко ръководена от тогавашния комендант на Народната милиция в София Лев Главинчев, останките му са ексхумирани и осквернени, тялото му е препогребано в малък параклис в парка на двореца „Врана“. През 1954 г. по заповед на Вълко Червенков този параклис е взривен и заравнен, а гробът – унищожен.
В лявата страна от гроба се намира резба, изработена на 10 октомври 1943 г. от жители на село Осой, Дебърска околия, с надпис:
| “ | На своя Царь Освободитель Борисъ III отъ признателна Македония. | ” |

След 10 ноември 1989 г. парламентарна комисия ръководи издирването на тленните останки на царя, но е открито само сърцето му, което се намира на гробното място в парка на двореца „Врана“. То е препогребано на мястото на възстановения гроб в Рилския манастир през 1993 г.

## Семейство
През 1930 г. Борис се жени тържествено в Асизи за италианската принцеса Джована Савойска, която става българска царица под името Йоанна. Раждат им се две деца:
- княгиня Мария Луиза (13 януари 1933 г.)
- княз Симеон Търновски (17 юни 1937 г.), цар Симеон II от 28 август 1943 г. до 15 септември 1946

## Памет
На цар Борис III е наречен булевард в София (Карта).

## Галерия
- Борис III на ловен излет
- Лична карта на Борис III
- Парадният колан от генералската униформа на цар Борис III, Национален исторически музей, София
- Смъртен акт на цар Борис III
- Резба, изработена от жители на с. Осой, Дебърско, и поставена вляво от гроба на цар Борис III
- Мемориална плоча в Основно училище „Васил Левски“ (Разград)
- Паметник на цар Борис III на входа на Борисовата градина

## Военни звания
- Поручик (20 януари 1906), старшинство
- Капитан (30 януари 1912)
- Майор (16 януари 1916)
- Подполковник (1916)
- Генерал-майор (3 октомври 1918)
- Генерал-лейтенант (1928)
- Пълен генерал (1938)

## Награди
- Орден „Св. св. Равноапостоли Кирил и Методий“
- Военен орден „За храброст“ I степен (като владетел)
- Военен орден „За храброст“ VI степен (като престолонаследник)
- Царски орден „Св. Александър“, Велик кръст
- Орден „Св. Андрей Първозвани“, Руска империя
- Национален орден „Почетен легион“, Велик офицер, Франция
- Орден „Пур-льо-мерит“, Германска империя
- Орден „Железен кръст“, Германска империя
- Орден „Червен орел“, огърлие, Прусия
- Орден „За военна заслуга“, Австро-Унгария
- Орден „Върховен орден на Светейшото Благовещение“, Италия
- Орден „Бял орел“, Полша
- Орден „Меджидие“ I степен с брилянти, Османска империя (1916 – 1917)
- Орден „Имтияз“ I степен с брилянти, Османска империя (1916 – 1917)

## Генеалогия
|  |                                                 |  |  |  |  |  |  |  |  |  |  |  |  |
|  | Фердинанд Георг Август фон Сакс-Кобург-Заалфелд |  |  |  |  |  |  |  |  |  |  |  |  |
|  |                                                 |  |  |  |  |  |  |  |  |  |  |  |  |
|  |                                                 |  |  |  |  |  |  |  |  |  |  |  |  |
|  | Август фон Сакс-Кобург-Гота                     |  |  |  |  |  |  |  |  |  |  |  |  |
|  |                                                 |  |  |  |  |  |  |  |  |  |  |  |  |
|  |                                                 |  |  |  |  |  |  |  |  |  |  |  |  |
|  | Мария-Антония фон Кохари                        |  |  |  |  |  |  |  |  |  |  |  |  |
|  |                                                 |  |  |  |  |  |  |  |  |  |  |  |  |
|  |                                                 |  |  |  |  |  |  |  |  |  |  |  |  |
|  | Фердинанд I Български                           |  |  |  |  |  |  |  |  |  |  |  |  |
|  |                                                 |  |  |  |  |  |  |  |  |  |  |  |  |
|  |                                                 |  |  |  |  |  |  |  |  |  |  |  |  |
|  | Луи-Филип                                       |  |  |  |  |  |  |  |  |  |  |  |  |
|  |                                                 |  |  |  |  |  |  |  |  |  |  |  |  |
|  |                                                 |  |  |  |  |  |  |  |  |  |  |  |  |
|  | Клементина Бурбон-Орлеанска                     |  |  |  |  |  |  |  |  |  |  |  |  |
|  |                                                 |  |  |  |  |  |  |  |  |  |  |  |  |
|  |                                                 |  |  |  |  |  |  |  |  |  |  |  |  |
|  | Мария-Амалия Бурбон-Неаполитанска               |  |  |  |  |  |  |  |  |  |  |  |  |
|  |                                                 |  |  |  |  |  |  |  |  |  |  |  |  |
|  |                                                 |  |  |  |  |  |  |  |  |  |  |  |  |
|  | Борис III Обединител                            |  |  |  |  |  |  |  |  |  |  |  |  |
|  |                                                 |  |  |  |  |  |  |  |  |  |  |  |  |
|  |                                                 |  |  |  |  |  |  |  |  |  |  |  |  |
|  | херцог Карлос III Бурбон-Пармски                |  |  |  |  |  |  |  |  |  |  |  |  |
|  |                                                 |  |  |  |  |  |  |  |  |  |  |  |  |
|  |                                                 |  |  |  |  |  |  |  |  |  |  |  |  |
|  | Роберто I Бурбон-Пармски                        |  |  |  |  |  |  |  |  |  |  |  |  |
|  |                                                 |  |  |  |  |  |  |  |  |  |  |  |  |
|  |                                                 |  |  |  |  |  |  |  |  |  |  |  |  |
|  | принцеса Луиза Мария Тереза Френска             |  |  |  |  |  |  |  |  |  |  |  |  |
|  |                                                 |  |  |  |  |  |  |  |  |  |  |  |  |
|  |                                                 |  |  |  |  |  |  |  |  |  |  |  |  |
|  | Мария-Луиза Бурбон-Пармска                      |  |  |  |  |  |  |  |  |  |  |  |  |
|  |                                                 |  |  |  |  |  |  |  |  |  |  |  |  |
|  |                                                 |  |  |  |  |  |  |  |  |  |  |  |  |
|  | Фердинанд II на Двете Сицилии                   |  |  |  |  |  |  |  |  |  |  |  |  |
|  |                                                 |  |  |  |  |  |  |  |  |  |  |  |  |
|  |                                                 |  |  |  |  |  |  |  |  |  |  |  |  |
|  | Мария-Пия Бурбонска                             |  |  |  |  |  |  |  |  |  |  |  |  |
|  |                                                 |  |  |  |  |  |  |  |  |  |  |  |  |
|  |                                                 |  |  |  |  |  |  |  |  |  |  |  |  |
|  | Мария Тереза Австрийска                         |  |  |  |  |  |  |  |  |  |  |  |  |
|  |                                                 |  |  |  |  |  |  |  |  |  |  |  |  |
|  |                                                 |  |  |  |  |  |  |  |  |  |  |  |  |